# كلير راينر
كلير راينر (بالإنجليزية: Claire Rayner)‏ (22 يناير 1931، لندن في المملكة المتحدة - 11 أكتوبر 2010 في المملكة المتحدة)؛ صحفية، ممرضة وروائية بريطانية. درست في كلية الملك في لندن.

## روابط خارجية
- كلير راينر على موقع IMDb (الإنجليزية)
- كلير راينر على موقع ميوزك برينز (الإنجليزية)
- كلير راينر على موقع قاعدة بيانات الفيلم (الإنجليزية)